# (20212) Ekbaltouma
(20212) Ekbaltouma est un astéroïde de la ceinture principale.

## Description
(20212) Ekbaltouma est un astéroïde de la ceinture principale. Il fut découvert le 3 avril 1997 à Socorro (Nouveau-Mexique) par le projet LINEAR. Il présente une orbite caractérisée par un demi-grand axe de 3,04 UA, une excentricité de 0,07 et une inclinaison de 8,3° par rapport à l'écliptique.

## Compléments